# Хосровский заповедник
Государственный заповедник «Хосровский лес» — природоохранная зона в Армении в области Арарат.
Заповедник получил название «Хосровский лес» в честь армянского царя Хосрова III Котака. Хосровский лес (арм. Խոսրովի անտառ) создался в 334—338 гг. Согласно Мовсесу Хоренаци, во время правления царя Хосрова, от крепости Гарни до Двина проводилось лесонасаждение. 
Более подробные сведения, в том числе топографического характера,  о  насаждении  по приказу Хосрова Котака двух массивов леса  вдоль  реки Азат (от Гарни до Двина - лес "Тачар-Маири" и от Двина на  юг - лес "Хосровакерт")   содержатся в «Истории Армении» Фавстоса Бузанда
Государственный заповедник «Хосровский лес» основан в 1958 году. 
В заповеднике сохранились дошедшие до нас с 3-го века можжевёловые и дубовые леса, полупустынные и ксерофильные фриганоидные ландшафты и другие средиземноморские реликтовые экосистемы.
Государственный заповедник «Хосровский лес» состоит из 4-х участков: Гарни (4253га), Какаваберд (4745га), Хосров (6860.8 га), и Хачадзор (7354.7га).

## Географическое положение
Хосровский лес (Хосровский заповедник) занимает площадь в 23213.5га. Лес простирается на юго-западном склоне Гегамского хребта, а также на склонах хребтов Еранос, Дагнак, Ириц Лер и Хосровасар.

## Рельеф
Поверхность пространства заповедника горная, благодаря речной сети разделёна на глубокие ущелья, образовавшиеся в результате активной тектонической деятельности в прошлом. В настоящее время продолжаются выраженные процессы эрозии. Большая часть заповедника расположена на крутых склонах. Территории с уклоном до 20˚ занимают 15 %, 20 до30˚-19 % а 30˚ и выше 66 % площади заповедника. Почти 50 % территории заповедника занимает средний горный пояс (1500—2300 м), характеризующийся глубоким распадом рельефа. В предгорьях достаточно развиты бедленды, а на равнинных территориях — богатое отложение различных пород.

## Климат
Климат Хосровского заповедника сухой, континентальный с высокими летними температурами и суровыми зимами. На территории заповедника формируются следующие группы климата: сухой континентальный, умеренно теплый сухой, умеренно холодный.
Сухой континентальный климат охватывает высоты предгорья от 900 м до 1300 м. Этот вид климата характеризуется мягкой зимой, неустойчивым снежным покровом. Жаркое лето, частые засухи. Весна и осень короткие и влажные. Среднегодовая сумма осадков 350—450 мм. С высоты 1400—2000 м над уровнем моря распространяется умеренно теплый, сухой и умеренно климатический пояс. Зимой холодно, образуется стабильный снежный покров. Весна влажная, часто с заморозками. Лето жаркое и сухое. Осень теплая, во второй половине достаточно влажная. Среднегодовая сумма осадков 500—600 мм. Число дней без заморозков — 200. С высоты 2000—2500 м распространяется умеренно холодный климатический пояс. Зима холодная. Абсолютная минимальная температура −42 °C. Весна холодная, заморозки заканчиваются в конце мая. Лето прохладное и влажное. Осень короткая. Среднегодовая сумма осадков 880 мм. Число дней без заморозков 90—120.

## Гидрография

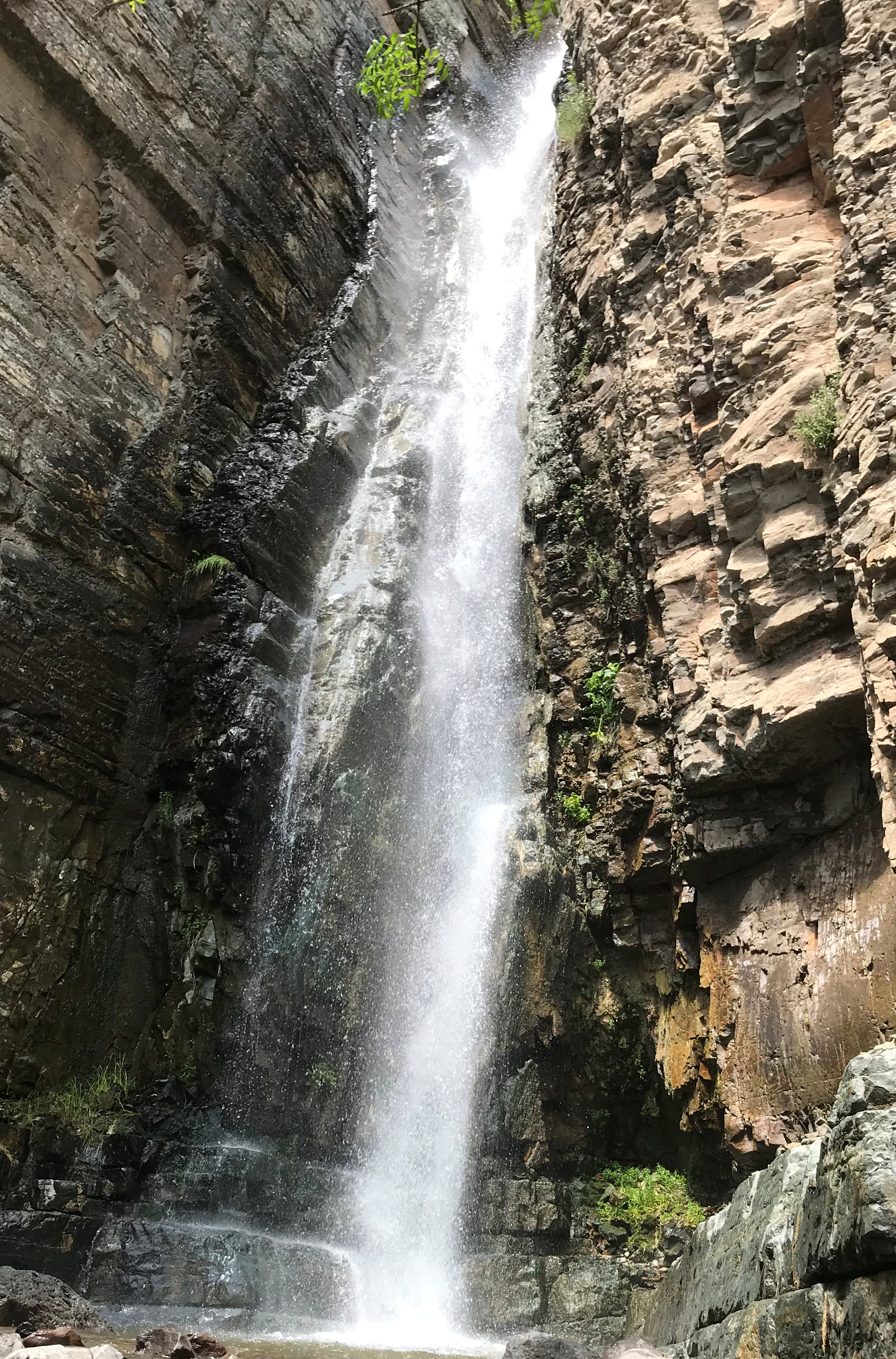
Водопад Ваагн

По территории заповедника текут 2 крупных левосторонних притока Аракса: реки Азат и Веди. Река Азат начинается с юго-западного склона Гегамского хребта. Имеет большое падение, скалистое русло. Длина 55 км, поверхность водосборного бассейна 550 км². Рядом с селом Гарни находится одноимённое глубокое ущелье, в нижнем течении река выходит в Араратскую долину. Имеет смешанное питание, в основном питается подземными водами, паводок в апреле, июне. Справа принимает приток Гохт, длина 16 км. Начинается с центральной части западных склонов Гегамских гор. Река Каджару имеет длину 15 км. Начинается с юго-западных склонов Гегамских гор. Поверхность водосборного бассейна 25 км².
Река Веди начинается с юго-восточного склона вершины горы Манкунк, с высоты около 2700 м. Из притоков реки Веди в территории заповедника Хосров (длина 18 км), Спитакаджур (длина 16 км), Манкук (длина 16 км).
На территории заповедника есть большое количество минеральных родников, которые выделяются стабильностью режима. На территории Государственный заповедника «Хосровский лес» находятся 4 водопада, два из которых в народе называют по именам древних языческих богов Ваагн и Астхик.

## Почвенный покров
На территории Государственного заповедника «Хосровский лес» выделяются следующие типы земель:
- Полупустынные серые почвы
- Горнo-степные коричневые почвы
- Горнo-лесные почвы
- Бурые лесные почвы
- Горнo-луговые черноземовидные почвы

Полупустынные серые почвы распространяются до 1250 м над уровнем моря. Полупустынные серые почвы формируются на основании богатых вулканических пород, сухого континентального климата и полупустынных растительных условиях. Эти почвы содержат 1—2 % гумуса и содержат много карбонатов. Механический состав глинопесчаный.
Горн-степные коричневые почвы распространяются от 1250 до 1500—1600 м над уровнем моря. Эти почвы формируются в умеренно теплых и сухих климатических условиях, под сухой степной растительностью. Содержание гумуса в этих почвах составляет 2—3.5 %. Эти земли имеют глино-песчаный механический состав.
Горно-лесные коричневые и бурые лесные почвы распространяются на высоте 1600—2200 м над уровнем моря.
Горно-лесные коричневые почвы формируются в умеренно жарких и нестабильно влажных условиях, богатых кустами, дубовыми и грабовыми лесами. Содержание гумуса 4—10 %. Главным образом эти земли имеют глинно-песчанный состав.
Бурые лесные почвы формируются в горячих и влажных климатических условиях, в тенистых склонах под широколиственными деревьями. Содержание гумуса в этих землях составляет 5—12 %.
Горнօ-луговые черноземовидные почвы распространены на высоте 2200—2600 м над уровнем моря. Они формируются в холодных и влажных климатических условиях. Содержание гумуса 10-15 %, почвы имеют глинный и глинно-песчаный состав.

## Растительный мир

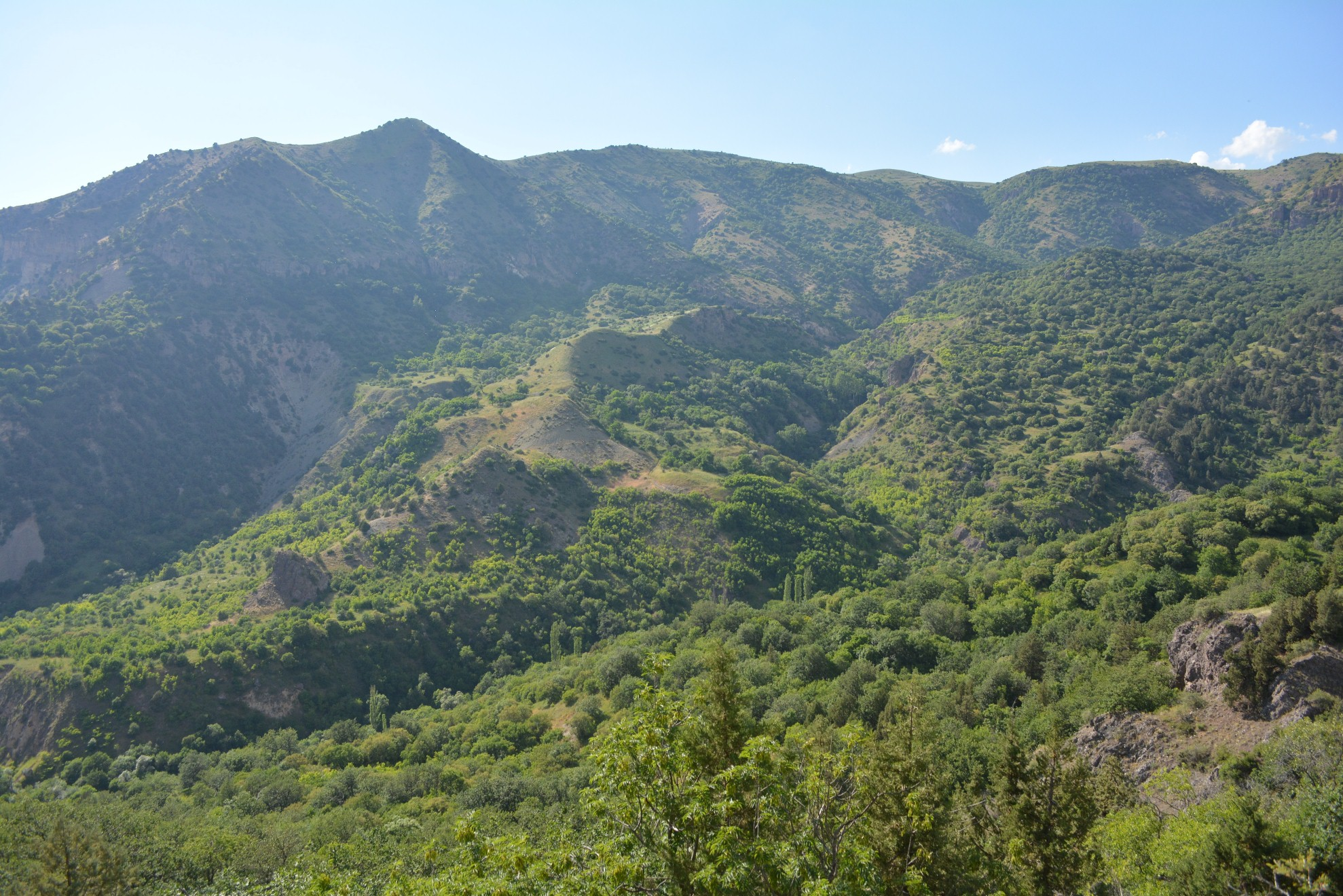
Государственный заповедник «Хосровский лес»

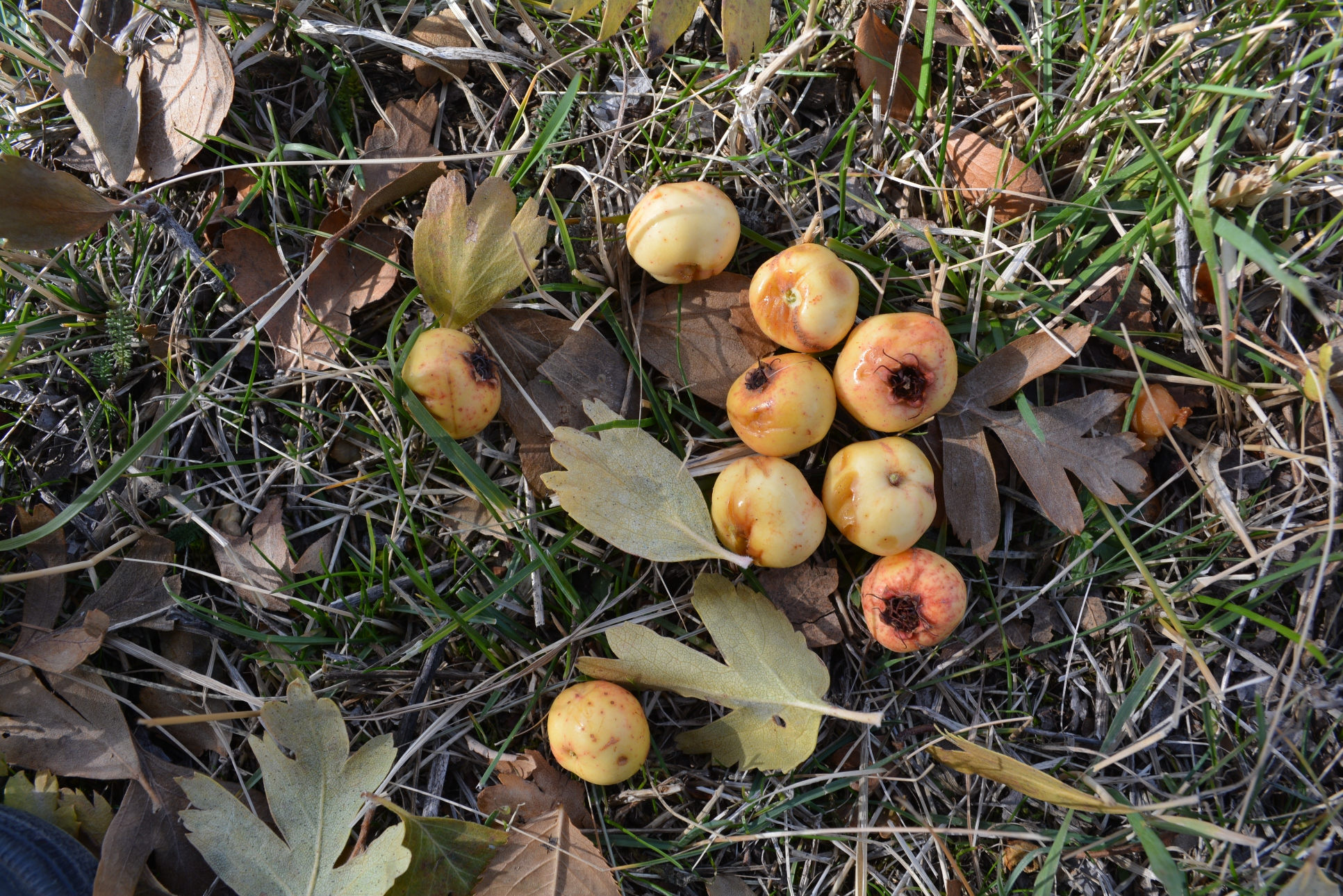
Боярышник понтийский

Заповедник в регионе отличается богатством видового состава растительного мира и большим количеством видов. На территории заповедника, составляющей 1 % Армении растут 1849 видов растений (около половины флоры Армении и треть флоры Кавказа), которые представлены 588 родами и 107 семействами. В Красной книге Армении зарегистрировано 80 видов растений.
В Красной книге Армении зарегистрированы следующие виды:
- Адиантум венерин волос (Adiantum capillus-veneris)
- Амбербоа Сосновского (Amberboa sosnovskyi)
- Василек ереванский (Centaurea erivanensis)
- Козелец Шовица (Scorzonera szowitzii)
- Степторамфус персидский (Steptorhamphus persicus)
- Качим арециевидный (Gypsophila aretioides)
- Минуарция жесткоцветная (Minuartia screlantha)
- Смолёвка песчаная (Silene arenosa)
- Смолевка Мейера (Silene meyeri)
- Солянка Тамамшян (Salsola tamamschjanae)
- Астрагал тупочешуйчатый (Astragalus amblolepis)
- Астрагал басианийский (Astragalus basianicus)
- Астрагал исписанный (Astragalus grammocalyx)
- Боярышник понтийский (Crataegus pontica)
- Камнеломка трёхпалая (Saxifrag atridactylites)
- Вечерница персидская (Hesperis persica)
- Горечавка Оливье (Gentiana olivieri) и другие виды.

В районе заповедника 24 вида растений являются эндемичными для Армении:
- Неяснореберник шероховатоплодный (Aphanopleura trachysperma)
- Василек Вавилова (Centaurea vavilovii)
- Степторамфус Черепанова (Steptorhamphus czerepanovii)
- Томантея дарэлегисская (Tomanthea daralaghezica)
- Ерукаструм Тахтаджяна (Erucastrum takhtajanii)
- Астрагал цельнолистный (Astragalus holophyllus)
- Астрагал Массальского (Astragalus massalskyi)
- Кизильник армянский (Cotoneaster armena)
- Груша Фёдорова (Pyrus fedorovii)
- Груша хосровская (Pyrus chosrivica) и другие виды.

Около 64 % территории занимают сообщества горных ксерофитов — 16 % леса, 20 % кустарники.
На территории заповедника, от 800 м до 1200—1300 м над уровнем моря, иногда на высоте 1400 м, распространяется полупустынная растительность: полынь душистая (Artemisia fragrans), ворсянка щетинистая (Dipsacus strigosus), терескен серый (Eurotia ceratoides), василек ереванский (Centaurea erevanensis), а также виды родов мордовник (Echinops), шалфей (Salvia), каперсы (Capparis), жостер (Rhamnus), курчавка (Acantholepis), астрагал (Astragalus), молочай (Euphorbia), мак (Papaver).
Из полупустынного пояса на высотах 1400—1700 м распространяется армяно-иранская фригана и его виды. Фригана характеризуется как ксерофильный, низкорослый, густо разветвлённый, часто колючий кустарник и симбиоз кустиков. Растение представлено в заповеднике видами: миндаль Фенцеля (Amygdalus fenzliana), вишня седая (Cerasus incana) и магалебская (C. mahlebi), жостер Палласа (Rhamnus pallasii), груша иволистная (Pyrus salicifolia), представители рода спирея (Spiraea). С указанными видами местами сочетаются каркас крупный (Celtis glabrata), фисташка туполистная (Pistacia mutica), сумах дубильный (Rhus coriaria), парнолистник лебедовый (Zygophyllum atriplicoides), хвойники (Ephedra) и другие виды. Кустарники растут разбросанно, никогда не создают повсеместный покров.
В заповеднике на высоте 1400—2200 м представлены горные степи, аридные редколесья и дубовые леса. Украшением заповедника являются реликвии третьего века, изолированные леса можжевельника и дуба, которые довольно густые, в особенности на участках Хосров и Хачадзор. В заповеднике растут 3 вида можжевельника: можжевельник многоплодный (Juniperus polycarpos), можжевельник длиннолистный (J. oblonga) и можжевельник обыкновенный (J. communis).

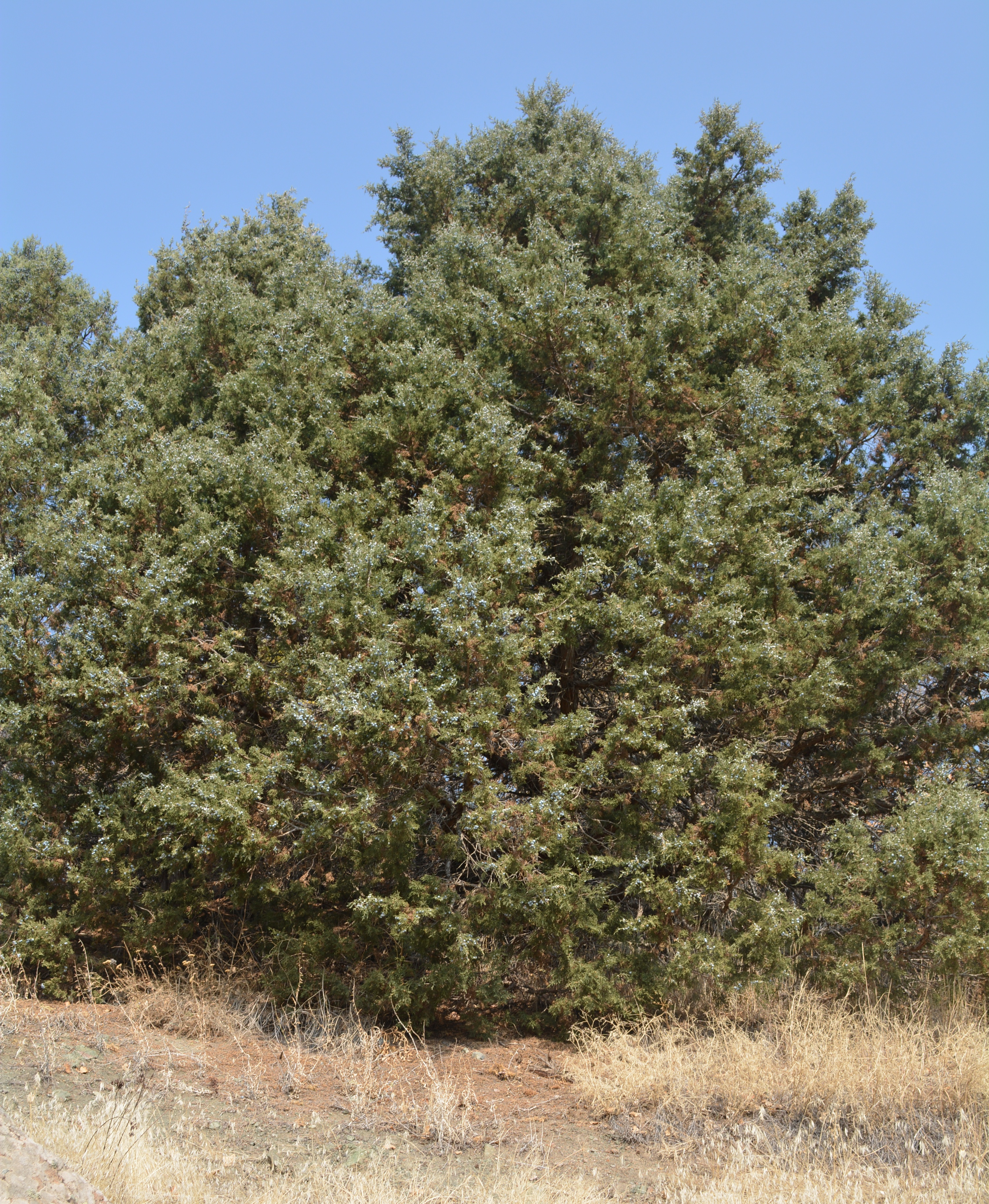
Можжевельник

В редколесьях можжевельника как доминирующий вид выступает можжевельник многоплодный, редко с ним смешиваются можжевельники длиннолистный и обыкновенный. Обычно в таких арчовниках встречаются клён грузинский (Acer ibericum), каркас крупный (Celtis glabrata), жимолость грузинская (Lonicera iberica), калина и др. На отдельных участках обильно представлены виды груши и рябины.
Редколесья можжевельника распространяются на южной экспозиции солнечных наклонных и сухих склонов гор. На территории заповедника дубовые леса распространяются на высоте 1600—2300 м, которые более густые на известной склоне горы Хосровского участка с топонимическим названием "Трчнаберд ". В дубовых лесах как сопутствующие виды выступают ясень обыкновенный (Fraxinus excelsior) и круглолистный (F. ornus), рябина обыкновенная (Sorbus aucuparia), клёны и т. д. В лесу также много кустарников: калина, жимолость, шиповник, боярышник, а травяной покров богат злаковыми.
Обширное пространство в заповеднике занимают горные степи. Ковыльные степи распространены в пределах ущелья рек Азат и Хосров на высоте 1450—2200 м. Доминантные виды ковыльных степей: ковыль узколистный (Stipa tirsa), красивейший (S. pulcherrima), Лессинга (S. lessingiana), Гогенаккера (S. hohenackeriana), кавазский (S. caucasica) и ковыль-волосатик (S. capillata).
Злаково-разнотравные степи распространены в ущельях рек Хосров и Манкук на высоте 2000—2400 м. В злаково-разнотравных степях эдификаторами являются: тонконог гребенчатый (Koeleria macrantha), два вида тимофеевки (Phleum), житняк гребенчатый (Agropyron cristatum), подмаренник весенний (Cruciata glabra), шлемник восточный (Scutellaria orientalis), чабрец Кочи (Thymus kotschyanus), девясилы и другие.
В типчаковых степях доминантами являются различные виды овсяницы: жестколистная (Festuca sclerophylla), овечья (F. ovina) и др. В разнотравных степях доминируют котовники, люцерны, различные виды клевера.
В трагакантовых степях преобладают астрагалы, эспарцет рогатый (Onobrychis cornuta), прангос феруловидный (Prangos ferulacea) и другие виды.
Луговая растительность встречаются на 2100—2200 м и простирается вверх до высоты 2600—2800 м. На территории заповедника вдоль берегов рек узкой полосой развивается тугайная растительность, которая состоит из ясеня, тополей, ив, пшатов, гребенщиков и других родов.

## Животный мир
В заповеднике встречаются 283 видов позвоночных животных:
- птиц — 192 видов
- млекопитающих — 44 видов
- пресмыкающихся — 33 видов
- рыбы — 9 видов
- земноводных амфибий — 5 видов

### Млекопитающие
58 видов позвоночных животных (13 видов млекопитающих) зарегистрированы в Красной книге Армении, а 51 вид — в Международном союзе охраны природы и природных ресурсов. Встречаются из млекопитающих леопард, рысь, бурый медведь, лисицы, лесная кошка, дикобраз, ласка, каменная куница, барсук, зайцы, волк, безоаровый козёл, кабан и другие виды.
Кавказский леопард зарегистрирован в Красной книге Армении и Международном союзе охраны природы и природных ресурсов. Наличие пищи в Хосровском заповеднике и усиленный контроль способствуют постоянному проживанию кавказского леопарда в этом лесу. В районах, где замечен леопард, вход для туристов запрещён. 2019 год в Армении провозглашён годом кавказского леопарда в честь замеченного в Хосровском заповеднике хищника, которого прозвали Лео.
Рысь предпочитает богатые питанием редколесья можжевельников. В теплый период также поднимаются субальпийские и альпийские луга. Рыси питаются грызунами, зайцами, птицами, могут также ловить молодых безоарских коз и маленьких кабанов. Ведут ночной и сумеречный тайный образ жизни.
Бурый медведь самый большой хищник заповедника. Он предпочитает листопад и смешанные леса, вечнозелёные можжевельники, пещеры и скалистые места. Ареал в значительной мере включает те места, где растут фруктовые и ореховые деревья, ягоды, которыми питается медведь. Зарегистрирован в Красной книге Армении, а также в Международной союзе охраны природы и природных ресурсов.
Безоаровый козел коренной житель заповедника. Животное получило своё название из-за образующихся в желудке комков пищевых минеральных образований, в своё время широко использовавшихся в народной медицине. 
Кабан встречается в широколиственном лесу. Горные степи и субальпийские территории использует во время перехода от одного склона к другому.

### Птицы
На территории заповедника встречаются 192 видов птиц, которые принадлежат 44 семья, которые составляют 56 % всех видов птиц Армении. Из хищных птиц на территории заповедника встречаются: бородач, стервятник, белоголовый сип, чёрный гриф, степной лунь, сапсан, средиземноморский сокол, полевой лунь, обыкновенный канюк, беркут и другие виды.
Заповедник является единственным местом в Армении, где гнездится чёрный гриф. Гнездо строит на вершинах можжевеловых деревьев. Длина крыльев чёрного грифа может доходить до 3 м. Он зарегистрирован в Красной книге Армении и Международном союзе охраны природы и природных ресурсов.
Курообразные в заповеднике представлены четырьмя видами. Каспийский улар обитает в субальпийских лугах со скалистыми склонами. Серая куропатка встречается в лесных степях, кустарниках, а кеклики встречаются в скалистых биотопах, полупустынь, горных степей и лугов. Перепел делает гнезда из веточек в высоких травянистых лугах.
В полупустынях и аридных биотопах живут: двупятнистый жаворонок, малый жаворонок, хохлатый жаворонок, короткопалый воробей, монгольский снегирь, пустынный снегирь, краснокрылый чечевичник, черношейная каменка, тугайный соловей.
Здесь в ксерофильных кустарниках встречаются: пустынная бормотушка, белоусая славка, чернобрюхий рябок, обыкновенный козодой, домовый сыч, сизоворонка, удод, золотистая щурка.
Лесные территории населяют: обыкновенный осоед, чёрный коршун, змееяд, перепелятник, тетеревятник, орёл-карлик, лесной жаворонок, белозобый дрозд, славка-завирушка, корольковый вьюрок, горная овсянка, пёстрая завирушка, лесная завирушка, лесной конёк, обыкновенная горихвостка, певчий дрозд, желтобрюхая пеночка, московка, обыкновенная лазоревка, большая синица, обыкновенный снегирь, дубонос, сойка, зяблик, обыкновенная зеленушка. Зимой здесь встречаются чиж, корольковый вьюрок, желтоголовый королёк. Лесные кустарники населяют: чёрный дрозд, серая славка, садовая славка, крапивник и другие виды.
В горных степях широкое распространение имеют: армянский чекан, коноплянка, садовая овсянка, обыкновенная горлица. Высокогорные зоны населяют: скалистая ласточка, альпийская завирушка, горихвостка-чернушка, пёстрый каменный дрозд, малый скальный поползень, стенолаз, снежный вьюрок, клушица. Во время весенних и осенних перелётов во всех открытых ландшафтах заповедника встречаются: болотный лунь, полевой лунь, степной лунь, луговой лунь, степной орел, степная пустельга. Перелётные птицы заповедника: серый журавль, красавка, кулик-воробей, бекас. 37 видов птиц зарегистрированы в Красной книге Армении и Международном союзе охране природы и природных ресурсов.

### Пресмыкающиеся
В заповеднике хорошие условия также для фауны пресмыкающихся. В полупустынных зонах встречаются следующие виды: кавказская агама, наирийская ящерица, стройная змееголовка, полосатая ящерица, западный удавчик, полосатый гологлаз и другие.
В лесной зоне встречаются: червообразная слепозмейка, ошейниковый эйренис, армянский эйренис, краснобрюхий полоз, гюрза, закавказская ящурка, ящурка Штрауха, веретеница ломкая и другие виды. В горных степях встречаются: средняя ящерица, свинцовый полоз, разноцветный полоз, четырёхполосый полоз и другие виды.
Виды, зарегистрированные в Красной книге Армении:
- Средиземноморская черепаха
- Закавказская такырная круглоголовка
- Переднеазиатская мабуйя
- Длинноногий сцинк
- Закавказская ящурка
- Закавказский полоз
- Черноголовый ринхокаламус Сатунина
- Кавказская кошачья змея
- Армянская гадюка или гадюка Радде
- Горно-степная или Армянская степная гадюка

Горно-степная или армянская степная гадюка — эндемичный вид армянского нагорья. Зарегистрирована в Красной книге Армении и Международном союзе охране природы и природных ресурсов. На территории заповедника встречается на высоте 1800—2500 м над уровнем моря. Питается мелкими грызунами, земноводными, птенцами.
Армянская гадюка или гадюка Радде — эндемичный вид армянского нагорья. Зарегистрирована в Красной книге Армении и Международном союзе охране природы и природных ресурсов. На территории заповедника встречается в горно-ксерофитных и дубовых лесах, в можжевеловых редколесьях, в горных степях на высоте 1300—1800 м над уровнем моря. Питаются мышевидными грызунами, птицами, ящерицами и членистоногими.
На территории заповедника в редких кустарниках и травянистых покровах горы, и скалистых склонах ущелья на высоте 1500—2000 м над уровнем моря встречается Кавказская гюрза. Весной змеи появляются в марте до середины апреля, при минимальной температуре +10 °C. Питаются мышевидными грызунами, птицами, ящерицами.

### Земноводные и рыбы
Фауна амфибий заповедника представлена 5 видами озёрная лягушка, малоазиатская лягушка, зелёная жаба, малоазиатская квакша, сирийская чесночница записана в Красной книге Армении. Рыбы 9 видов.

## Беспозвоночные животные
В государственном заповеднике «Хосровский лес» фауна беспозвоночных животных представлена более чем 1500 видами, из которых 62 вида —моллюски, 3 вида скорпионов и 1427 насекомых. Фауна насекомых в заповеднике представлена систематически 11 порядковыми представителями, в том числе: стрекозы, богомоловые, кожистокрылые, прямокрылые, жесткокрылые, перепончатокрылые и другими видами. В заповеднике распространены эндемичные виды насекомых. Из зарегистрированных в Красной книге Армении в горностепных зонах встречаются следующие виды: лютка симпекма, щелкун ложнотравяной, усач Коростелева, мнемозина, желтушка аврорина, желтушка зеленоватая, чернушка африканская, лучистая голубянка Губерта, лучистая голубянка Суракова, пчела восковиковая, шмель армянский, шмель снежный. Виды встречающиеся в лесном поясе: парусник Алексанор, голубянка арион, бражник облепиховый, бражник прозерпина, пяденица аветян, большой дубовый усач и другие. Из беспозвоночных животных 44 вида зарегистрированы в Красной книге Армении.

## Памятники истории и культуры
Государственный заповедник «Хосровский лес» богат памятниками истории и культуры. Здесь на учёте  312 памятников, 29 из которых — монастыри, церкви, часовни, 19 поселений, 2 крепости, 222 хачкара и надгробные плиты и 40 других средневековых памятников,  которые находятся в полуразрушенном состоянии.
В 2000 году каньон реки Азат был включен в список объектов Всемирного наследия ЮНЕСКО.

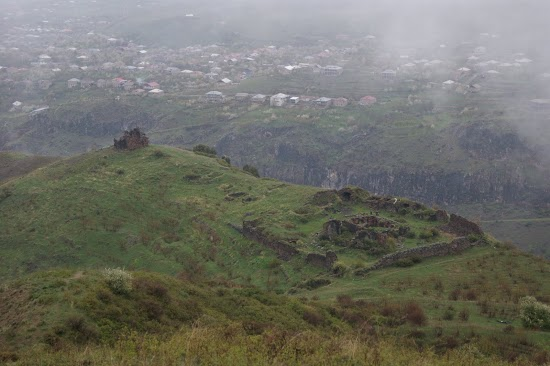
«Авуц Тар»

Монастырский комплекс «Авуц Тар» /10-13 в./ находится к востоку от Гарни, на левом, высоком берегу реки Азат. Этот монастырский комплекс известен также под именами Аменапркич, Дарунинц Ванк, Красный Ванк. В 1013 г., в этом монастырском комплексе Григор Магистрос построил церковь Сурб Аменапркич (Св.Всеспасителя).
Авуц Тар процветал  в XII—XIV вв. и разрушился от землетрясения в 1679 г. В XVIII в. монастырь отреставрировал католикос Аствацатур I. Монастырь состоит из двух групп памятников. Главная церковь (XIII в.) в западной группе памятников  изнутри имеет форму креста, снаружи прямоугольную, в четырёх углах имеет структуру с ризницами. Стены, расставленные по принципу многоцветности (чисто тесанный красноватый туф), богаты надписями. Разрушены купол и крыша церкви. К ней с южной стороны прилегают две однонефные часовни, которые сейчас полуразрушены. Восточная группа перестраивалась в первой половине XVIII в., где использовались камни четырёхпилонного притвора церкви и монастыря, построенные Григором Магистросом. В 1721 г. католикос Аствацатур основал церковь Сурб Карапет (Св. Карапета). С севера к стенам прилегают жилые комнаты, а с юго-запада сводчатая гостиная. В средневековой Армении Авуц Тар был крупным научным центром, где были написаны и иллюстрированы многочисленные книги.

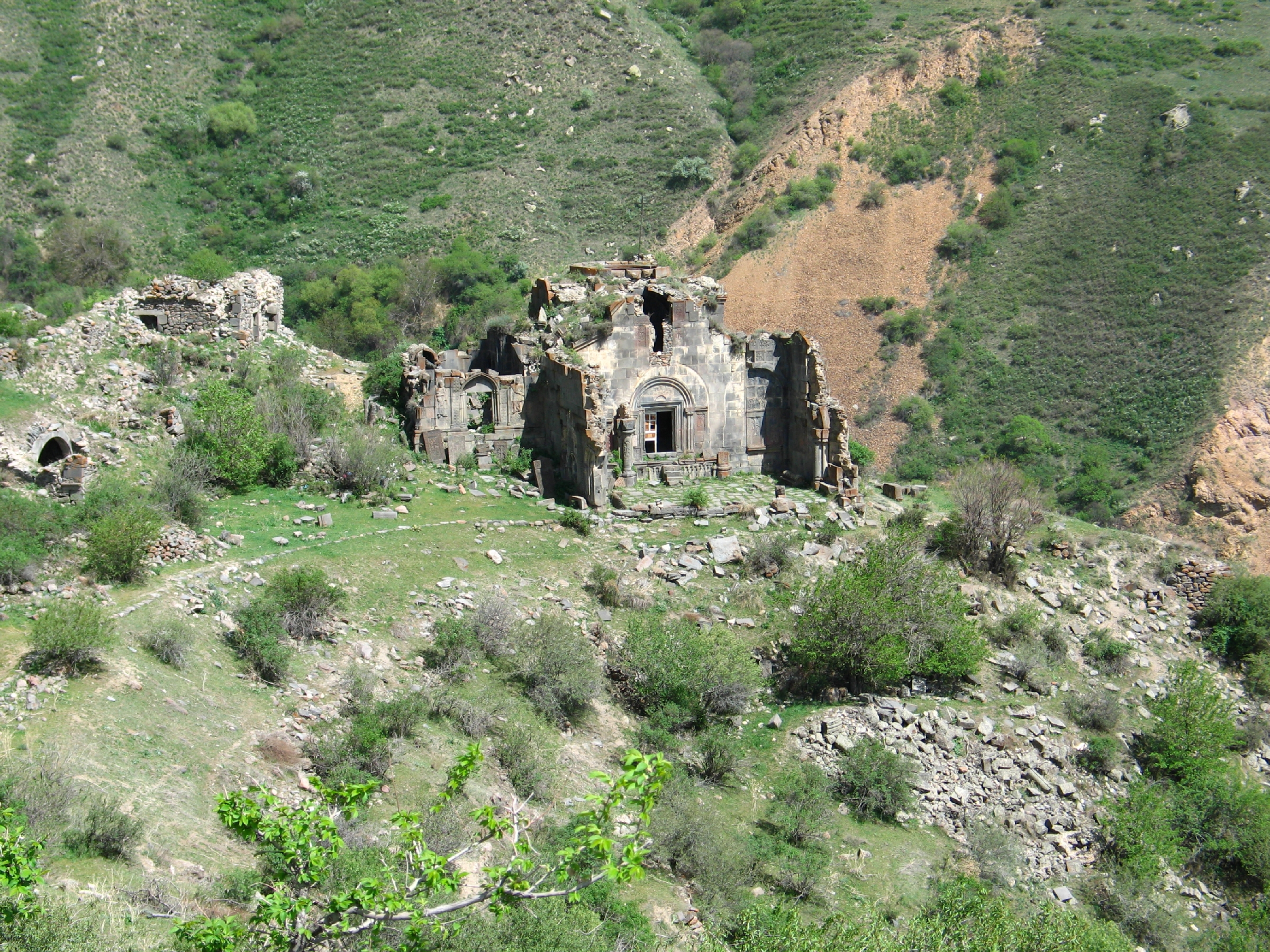
Монастырский комплекс «Агджоц»

Монастырский комплекс «Агджоц» находится в 7 км к юго-востоку от Гегарда, на склоне горы. Согласно легенде его основал Григор Просветитель в начале IV в. в качестве женского монастыря. Нынешний монастырь был построен в XIII в. Был религиозными и культурным центром средневековой Армении. Окружённый стеной монастырь состоит из церкви Св. Степаноса, церкви Св. Погоса-Петроса, жилых и подсобных строений XVII—XVIII вв.
Церковь Св. Степаноса — главная церковь монастыря, построена в 1212—1217 гг. Имеет изнутри форму креста, четыре угла и купольное сооружение с одноэтажными ризницами. Выделяется внешней и внутренней простой архитектурой. Притвор пристроен к главной церкви с западной стороны. Построен в 1217—1234 гг. Принадлежит к типу четырёхстолпных притворов, перекрытие которого было осуществлено с двумя парами перекрещивающихся арок. Сохранилась лишь одна часть восточных стены.

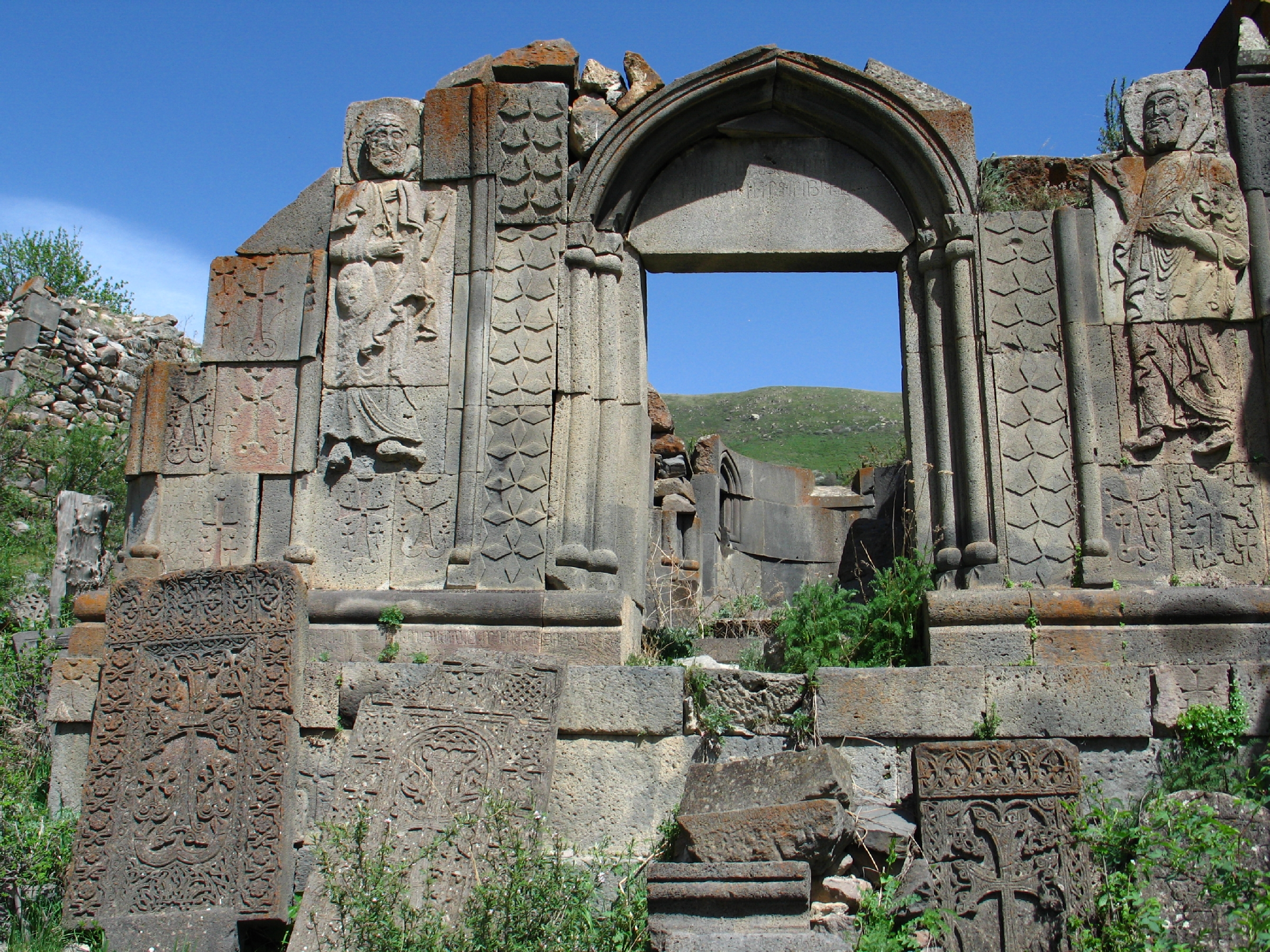
Церковь Сурб-Погос-Петрос

Церковь Сурб Погос-Петрос (Св. Петра и Св. Павла) — самый примечательный памятник комплекса. С севера пристроена к церкви Св. Степаноса. На фасадном камне с западного входа сохранилась надпись 1270 г. Это сводчатое строение с простым планом с восточной стороны с полукруглой алтарной апсидой и двумя ризницами по обе стороны. Церковь привлекает изображением апостолов Св. Погоса и Св. Петроса по обе стороны западного входа, которые являются редким образцом изобразительного искусства средневековой Армении. В окрестностях монастырского комплекса находится обширное кладбище с множеством хачкаров. Монастырь разрушился от землетрясения 1679 г. Был восстановлен до середины XVIII в.
Церковь и село «Гехмаовыт» находятся на участке государственного заповедника Гарни. В центре села находится церковь, построенная в 5-7 в. Единственный вход — с южной стороны. Во время исследования памятника был найден камень с греческой надписью, которая с перевернутым армянскими буквами означает "Здоровье и Блаженство".
Селище «Аваник» /Малый Шен/ находится в Какаваберде, на берегу реки Азат. В восточной части села есть полуразрушенная церковь, которая была построена в 6-7 в.

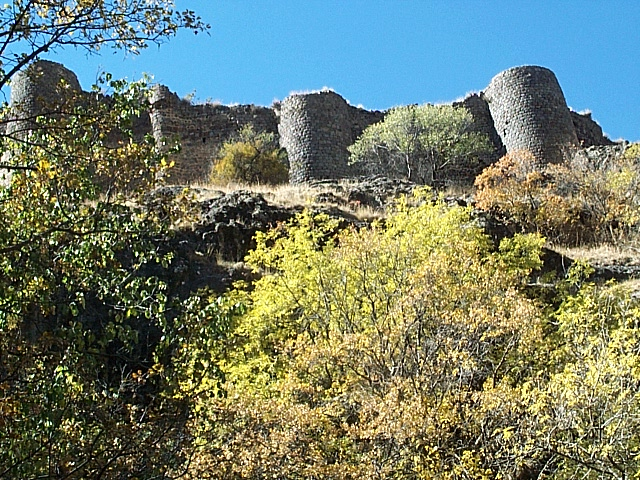
«Какаваберд»

Средневековый замок «Какаваберд» также называемый Гехи, Кехи или крепость Татула, находится на правом берегу реки Азат, в историческом Мазазском гаваре Араратской области. Как родовое владение Багратуни (Багратидов) впервые упомянуто Ованесом Драсханакертци в IX-X вв. В XI веке замок Какаваберд был передан князю Пахлавуни, а в XII—XIII вв. — князьям  Прошянам. Драсханакертци сообщает, что в 924 г. на Гехи напал арабский завоеватель Бешир и потерпел поражение от Геворга Марзпетуни. В последний раз Гехи упоминается в 1224 г., когда потерпевший поражение у Гарни, Иване Закарян нашёл там убежище. Крепость хорошо сохранилась. Она построена на вершине высокой горы, которая с трёх сторон недоступна. На северо-восток тянутся стены толщиной 2-2,5 метра и с башнями высотой 8-10 м. Внутри крепости сохранились церковь и некоторые разрушенные здания.
Село «Бердатак» (в переводе с арм. -"под крепостью") находится на правом берегу реки Азат, у подножия Какаваберда, откуда и произошло название села. Из Бердатака открывается чудеская панорама на Хазарадзор, скалистые берега Какаваберда и ущелье Каджару. 
Село «Хосров» находится на участке государственного заповедника, на правом берегу реки Хосров. Селище основано в 13 веке. Полуразрушенными сохранились церковь, кладбище и часовня (11-13 век). Церковь села Хосров является центрально-купольной (крестово-купольной). От церкви сохранились только северные части стен. На территории есть много надписных хачкаров, краеугольных камней. Датированные хачкары имеют надписи 1501 и 1530 гг.
Группа памятников «Манкук» (V—XVII вв.) находится в долине реки Манкук. Крепость (V—VII вв.), которая сейчас полностью разрушена, была расположена на левом берегу реки Хосров, на высокой скалистой горной вершине. У подножия - селище с жилищными и бытовыми зданиями, а также кладбище с изящными хачкарами. На юго-западной частилищными на лесистом склоне находится церковь Х-XIII вв., а на северно-западной части на склоне скалы - другая церковь XIII в. у которой верхние ряды стен разрушены. Манкук как поселение существовало до 1950-х гг.

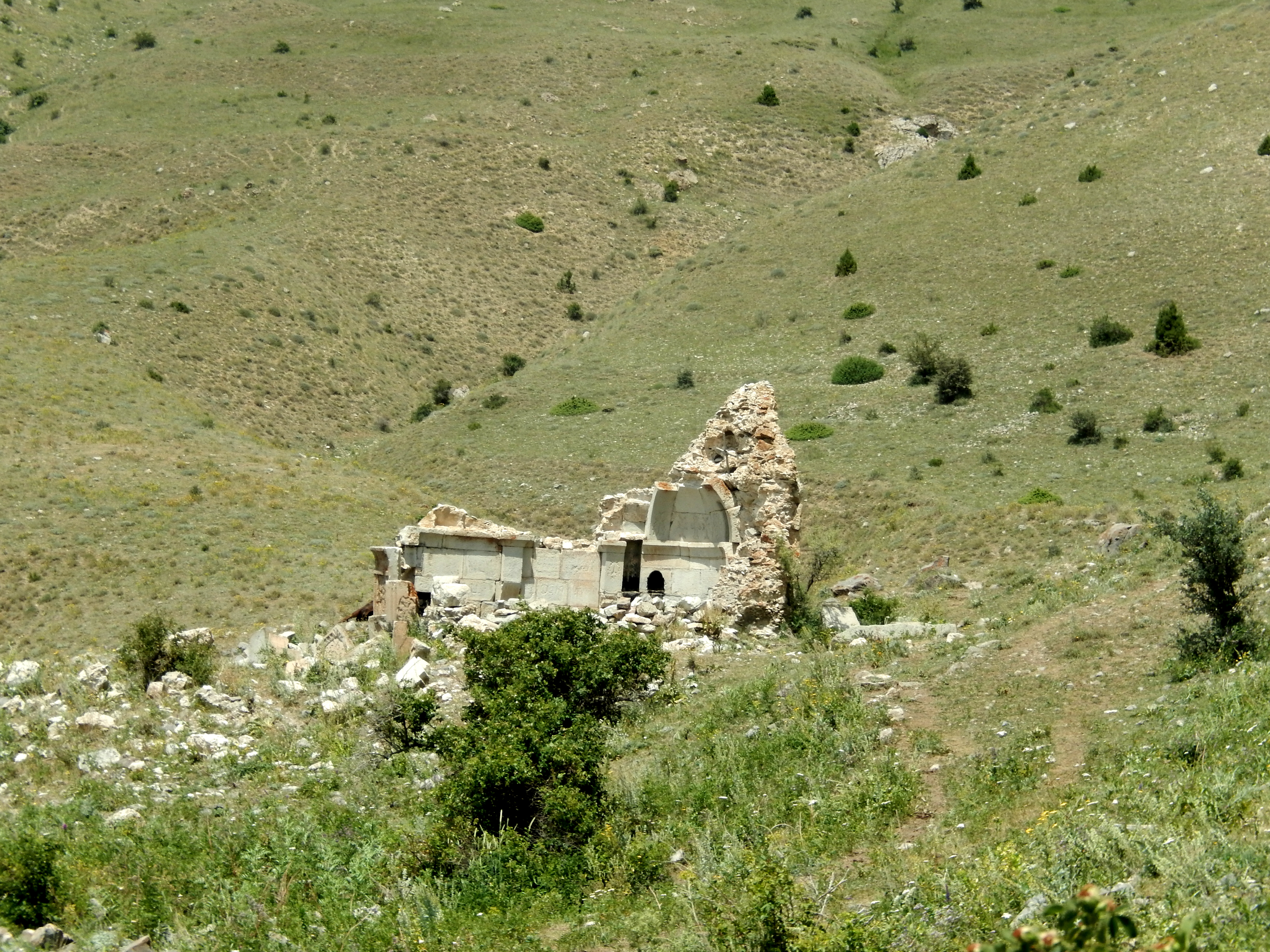
«Спитак-ванк»

Селище «Саргсаберд» находятся у подножия горы Хосровасар. На территории селища сохранились две церкви. Сохранился фундамент церкви датируемой V—VI вв., вторая церковь полуразрушена: сохранились восточная, частично — северная и южная стены.
Селище "Спитак ванк "(Белый монастырь) находится на участке Хачадзор. Церковь возведена в 1301 г. Она представляет собой однонефное прямоугольное сооружение, построенное в архитектурном плане как базилика из чисто тёсаного песчаника. Отсюда, вероятно и произошло название — Белый монастырь. Сохранились северная и восточная стены, от двух других стен остался лишь фундамент. По левой стороне церковного входа в стену встроен красиво декорированный хачкар. В нижней части хачкара высечена строительная надпись, ещё шесть надписей сохранились на сохранившихся стенах церкви «Спитак ванк». По всей вероятности, селище просуществовало вплоть до 1604 г., когда при шахе Абасе население было насильственно выселено. Церковь разрушилась в результате сильного землетрясения в 1679 г..